# أمامة اللواتي
أمامة اللواتي كاتبة وقاصة عمانية متخصصة في أدب الطفل، مواليد مدينة مطرح الساحلية، تملك في جعبتها الأدبية أكثر من ستة عشرعملاً منشورًا، نصفها مجموعات قصصية للأطفال، أما البقية فتتنوع بين مجموعات قصصية ونثرية، ومقالات.

## السيرة المهنية
أمامة بنت مصطفى اللواتيه، عضو في جمعية الأدباء والكتاب، تخرَّجت في قسم الصحافة والإعلام بكلية الآداب والعلوم الاجتماعية، جامعة السلطان قابوس بسلطنة عمان؛ حيث حصلت على درجة البكالوريوس عام 1998م، ثم حصلت على درجة الماجستير في العلاقات العامة والاتصال من جامعة ويست منستر بلندن عام 2001، ثم حصلت على دكتوراه في علوم الإعلام والاتصال من جامعة منوبة، معهد علوم الأخبار تونس عام 2022.عملت في مجال التدريس بقسم الإعلام بكلية الآداب والعلوم الاجتماعية، جامعة السلطان قابوس لسنوات عديدة، لها مشاركات بأوراق بحثية في مجال تخصص الإعلام، في عدد من المؤتمرات والندوات المحلية والدولية، بالإضافة إلى مشاركتها في العديد من ورش كتابة القصة القصيرة للناشئين.

## المؤلفات

### كتب[4]
- (2010)،ما وراء الأمس: دار نينوى للدراسات والنشروالتوزيع، دمشق
- (2012)،راحل برفقة الملائكة: دار نينوى للدراسات والنشر والتوزيع، دمشق
- (2015)، شطرنج الأفكار: دار نينوى للدراسات والنشر والتوزيع، دمشق
- (2015)،البيت الغريب العجيب: دار أصالة للطباعة والنشر والتوزيع، بيروت
- (2016)،لماذا لا تسقط النجوم: دار البنان للطباعة والنشر والتوزيع، لبنان
- (2018)، قطب المعشوقين: دار سؤال، بيروت
- (2017)، سر الأسئلة الغريبة: بيت الزبير
- (2017)،عطسة حمزة: دار أشجار للنشر والتوزيع، دبي
- (2018)،الفيل والمهندس نعمان: دار أصالة للطباعة والنشر والتوزيع، بيروت
- (2019)،بابا خليل: دار الرافدين للطباعة والنشر والتوزيع، بيروت
- (2019) رجل من بلاد الصين: حكايات مستوحاة من منطق الطير لفريد الدين العطار، دار الغشام ومتحف المكان والناس عُمان
- (2021) حساء الفراشات : دار هنداوي، مجموعة نثرية الكترونية
- (2021) سُراة الوادي المقدس: قراءات ودراسات وإضاءات في حياة ومدونات أهل التصوف والسلوك في عُمان، بالاشتراك مع سعيد الهاشمي، دار سؤال، بيروت
- (2022)، سندراني: غواصة الأعماق، دار السلوى، الأردن
- (2022)، حكايات مثنوي. دار أشجار، الامارات العربية المتحدة
- (2022)، أين هربت أحلامي، دار أصالة، بيروت
- (2023)، فتى المانجو ، الآن ناشرون وموزعون، الأردن والجمعية العمانية للكتاب والأدباء.

### مقالات وقصص منشورة
- خيام الزمن، موقع الأنطولوجيا، 31  مارس 2018 [5]
- الجائزة، مدونة الأنطولوجيا،1 أبريل 2018 [6]
- فتاة الخزف، موقع شرق غرب، 10 نوفمبر 2018[7]
- السكين ذو الحاشية الذهبية، مدونة الأنطولوجيا،2 أبريل 2018[8]

### مقالات ودراسات وبحوث منشورة
- لمن نرفع القبعة، مجلة روزنة، 13 نوفمبر 2014 [9]
- القيم الإخبارية في الصحافة العمانية[10]
- التعددية الدينية والتعددية الثقافية: المفاهيم والمرتكزات[11]
- ملامح أدب الطفل في سلطنة عمان: النشأة والتاريخ والببليوغرافيا، مجلة الطفولة العربية، فبراير 2019[12]
- المبادرات الثقافية الموجهة للطفل في سلطنة عُمان)، مجلة الطفولة والتنمية، العدد 36، 2019 (175-200).
- الحكاية الشعبية الُعمانية والهندية: دراسة مقارنة، مجلة الثقافة الشعبية، العدد 53، ربيع 2021 (32-49).
- المجتمعات الافتراضية بوصفها فضاءً للتعبير السياسي والثقافي: قراءة نقدية تحليلية لنماذج من الواقع العماني، ضمن كتاب أشغال الملتقى الدولي (الإعلام والاتصال والتنوع الثقافي)، جماعة منوبة، تونس 2020 (263-278).
- (الملامح الصوفية في الفنون الشعبية والموسيقى العمانية) في كتاب (سراة الوادي المقدس: قراءات ودراسات وإضاءات في حياة ومدونات أهل التصوف والسلوك في عُمان) تحرير: سعيد الهاشمي وأمامة اللواتي، دار سؤال، بيروت 2021.

## المشاركات الأدبية
المشاركة في محاضرة حول "تجويد المنتج السردي"، بتنظيم مركز عبد الرحمن كانو الثقافي في عُمان عام 2015
المشاركة في محاضرة بعنوان "مختبر السرديات العماني"، بتنظيم مركز عبد الرحمن كانو الثقافي في عُمان عام 2017
المشاركة في فعالية معرض مسقط الدولي للكتاب في دورته الـ23 عام  2018
المشاركة في ندوة عن بعد حول " ترجمة أدب الطفل ودورها الثقافي"، بتنظيم مختبر الطفل بييت الزبير في عُمان عام 2020

## الجوائز
جائزة الإصدار الثقافي العماني في مجال أدب الطفل عن إحدى قصصها التي بعنوان البيت الغريب العجيب في عام 2016
جائزة ناجي نعمان الأدبية لعام 2017 عن مخطوطة شعرية
القائمة الطويلة لجائزة الشيخ زايد للكتاب (أدب الطفل والناشئة) 2019، عن قصة (رجل من بلاد الصين).
القائمة القصيرة لجائزة اتصالات (أدب الطفل، فئة كتاب ذو فصول)، 2022، عن قصة (سندراني).